# Samantha Warriner
Pour les articles homonymes, voir Warriner.
Samantha Warriner, née le 1er août 1971 à Alton en Angleterre, est une triathlète néo-zélandaise. Elle remporte également la coupe du monde en 2008, vainqueur sur Ironman et Ironman 70.3, double championne du monde d'aquathlon.

## Biographie
Ses surnoms sont Samma ou Wazza. Elle remporte sept épreuves de coupe du monde entre 2005 et 2008, mais c'est en 2008, qu'elle remporte le classement général de cette compétition. C'est le dernier trophée attribué de cette compétition, les étapes de la coupe du monde complète depuis 2009 le championnat du monde.
En décembre 2009, elle  épouse Stephen Bradley, mais continue de faire des compétitions sous son nom de naissance. Ensemble, ils ont une fille du nom de Lola-rose née en 2012. Avec son époux, elle co-dirige une entreprise d'entrainements de triathlètes appelé Sweat 7 Coaching situé dans la région de Northland. Ils forment également au cours de stages mixtes collectifs les meilleurs jeunes triathlètes néo-zélandais, en partenariat avec la fédération il tente d'assurer les meilleures chances de succès à la nouvelle génération nationale.
En 2011, après trois ans de compétition dans les longues distances, elle gagne l'Ironman de Nouvelle-Zélande en 9 h 28 min 24 s.
Elle réside à Whangarei en Nouvelle-Zélande, elle est entraînée depuis septembre 2008 par une ancienne vainqueure de la coupe du monde l'américaine Siri Lindley, dans son club de formation le Team Athletes Sirius.

## Palmarès
Le tableau présente les résultats les plus significatifs (podium) obtenus sur le circuit international de triathlon depuis 2003,.
| Année | Compétition                              | Pays             | Position           | Temps           |
| ----- | ---------------------------------------- | ---------------- | ------------------ | --------------- |
| 2011  | Ironman Nouvelle-Zélande                 | Nouvelle-Zélande | Médaille d'or      | 9 h 28 min 24 s |
| 2010  | Ironman 70.3 La Nouvelle-Orléans         | États-Unis       | Médaille d'or      | 4 h 16 min 44 s |
| 2010  | Ironman 70.3 Racine                      | États-Unis       | Médaille d'or      | 4 h 17 min 42 s |
| 2009  | Championnats du monde d'aquathlon        | Australie        | Médaille d'or      | 0 h 33 min 10 s |
| 2009  | Ironman 70.3 Geelong                     | États-Unis       | Médaille d'or      | 4 h 14 min 33 s |
| 2008  | Championnat du monde                     | Suisse           | Médaille de bronze | 2 h 2 min 32 s  |
| 2008  | Coupe du monde - Classement Général      |                  | Médaille d'or      |                 |
| 2008  | Coupe du monde - l'étape de Tongyeong    | Corée du Sud     | Médaille d'or      | 1 h 49 min 49 s |
| 2008  | Coupe du monde - l'étape de Huatulco     | Mexique          | Médaille d'or      | 2 h 14 min 2 s  |
| 2007  | Coupe du monde - Classement Général      |                  | Médaille de bronze |                 |
| 2007  | Coupe du monde - l'étape de Tiszaújváros | Hongrie          | Médaille d'or      | 2 h 0 min 1 s   |
| 2007  | Coupe du monde - l'étape de Vancouver    | Canada           | Médaille d'or      | 2 h 3 min 25 s  |
| 2006  | Coupe du monde - l'étape de Salford      | Royaume-Uni      | Médaille d'or      | 2 h 4 min 28 s  |
| 2005  | Coupe du monde - l'étape de Ishigaki     | Japon            | Médaille d'or      | 2 h 39 min 25 s |
| 2005  | Coupe du monde - l'étape de Hambourg     | Allemagne        | Médaille d'or      | 1 h 57 min 39 s |
| 2004  | Championnats du monde d'aquathlon        | Portugal         | Médaille d'or      | 0 h 33 min 10 s |
| 2003  | Championnat d'Océanie                    | Nouvelle-Zélande | Médaille d'or      | 2 h 6 min 37 s  |